# Lista över avsnitt av Teenage Mutant Ninja Turtles (2012)
Lista över avsnitt av Teenage Mutant Ninja Turtles (2012) som började sändas i Nickelodeon den 29 september 2012.

## Översikt
| Säsong | Säsong | Avsnitt | Ursprungliga sändningsdatum | Ursprungliga sändningsdatum                        |
| Säsong | Säsong | Avsnitt | Säsongspremiär              | Säsongsavslutning                                  |
| ------ | ------ | ------- | --------------------------- | -------------------------------------------------- |
|        | 1      | 26      | 29 september 2012           | 8 augusti 2013                                     |
|        | 2      | 26      | 12 oktober 2013             | 26 september 2014                                  |
|        | 3      | 26      | 3 oktober 2014              | 27 september 2015                                  |
|        | 4      | 26      | 25 oktober 2015             | 30 december 2016 (Sydkorea) 26 februari 2017 (USA) |
|        | 5      | 20      | 19 mars 2017                | 12 november 2017                                   |

## Avsnitt

### Säsong 1 (2012-2013)
| Nr |  | Titel                                                                      |  | Regissör                              | Manus                          |  |  | Originalvisning   |                           | TV-kod |  |  |
| -- |  | -------------------------------------------------------------------------- |  | ------------------------------------- | ------------------------------ |  |  | ----------------- | ------------------------- | ------ |  |  |
| 1  |  | "Sköldpaddorna reser sig (del 1)"                                          |  | Michael Chang                         | Joshua Sternin & JR Ventimilia |  |  | 29 september 2012 | 4 november 2012 (Sverige) |        |  |  |
| 2  |  | "Sköldpaddorna reser sig (del 2)"                                          |  | Alan Wan                              | Joshua Sternin & JR Ventimilia |  |  | 29 september 2012 |                           |        |  |  |
| 3  |  | "Sköldpaddshumör" "Turtle Temper"                                          |  | Alan Wan                              | Jeremy Shipp                   |  |  | 6 oktober 2012    |                           |        |  |  |
| 4  |  | "Ny vän, gammal fiende" "New Friend, Old Enemy"                            |  | Juan Jose Meza-Leon                   | Joshua Hamilton                |  |  | 13 oktober 2012   |                           |        |  |  |
| 5  |  | "Jag tror han heter Baxter Stockman" "I Think His Name is Baxter Stockman" |  | Michael Chang & Ciro Nieli            | Joshua Sternin & JR Ventimilia |  |  | 20 oktober 2012   |                           |        |  |  |
| 6  |  | "Metalhead"                                                                |  | Juan Jose Meza-Leon                   | Tom Alvarado                   |  |  | 27 oktober 2012   |                           |        |  |  |
| 7  |  | "Aptjatter" "Monkey Brains"                                                |  | Alan Wan                              | Russ Carney & Ron Corcillo     |  |  | 3 november 2012   |                           |        |  |  |
| 8  |  | "Nudlar och nåd" "Never Say Xever"                                         |  | Michael Chang                         | Kenny Byerly                   |  |  | 10 november 2012  |                           |        |  |  |
| 9  |  | "Utmaningen" "The Gauntlet Enter Shredder"                                 |  | Juan Jose Meza-Leon                   | Joshua Sternin & JR Ventimilia |  |  | 17 november 2012  |                           |        |  |  |
| 10 |  | "Panik i kloakerna" "Panic in the Sewers Mojo Rising"                      |  | Alan Wan                              | Jeremy Shipp                   |  |  | 24 november 2012  |                           |        |  |  |
| 11 |  | "Mousers anfaller!" "Mousers Attack! Mouserthon"                           |  | Michael Chang                         | Kenny Byerly                   |  |  | 8 december 2012   |                           |        |  |  |
| 12 |  | "Den kom från djupet" "It Came From the Depths Leatherhead"                |  | Juan Jose Meza-Leon                   | Russ Carney & Ron Corcillo     |  |  | 15 december 2012  |                           |        |  |  |
| 13 |  | "Råttkungen" "I Monster Rat Trap"                                          |  | Michael Chang                         | Jase Ricci                     |  |  | 25 januari 2013   |                           |        |  |  |
| 14 |  | "Ny tjej i stan" "New Girl in Town"                                        |  | Alan Wan                              | Jeremy Shipp                   |  |  | 1 februari 2013   |                           |        |  |  |
| 15 |  | "Den utomjordiska agendan" "The Alien Agenda"                              |  | Juan Jose Meza-Leon                   | Kenny Byerly                   |  |  | 8 februari 2013   |                           |        |  |  |
| 16 |  | "Pulveriseraren" "The Pulverizer"                                          |  | Alan Wan                              | Russ Carney & Ron Corcillo     |  |  | 15 februari 2013  |                           |        |  |  |
| 17 |  | "TCRI"                                                                     |  | Michael Chang                         | Joshua Sternin & JR Ventimilia |  |  | 1 mars 2013       |                           |        |  |  |
| 18 |  | "Kackerlacksutrotaren" "Cockroach Terminator"                              |  | Juan Jose Meza-Leon                   | Jeremy Shipp                   |  |  | 15 mars 2013      |                           |        |  |  |
| 19 |  | "Baxters labyrint" "Baxter's Gambit"                                       |  | Alan Wan                              | Jase Ricci                     |  |  | 5 april 2013      |                           |        |  |  |
| 20 |  | "Fiendens fiende" "Enemy of My Enemy"                                      |  | Michael Chang                         | Kenny Byerly                   |  |  | 12 april 2013     |                           |        |  |  |
| 21 |  | "Karais vendetta" "Karai's Vendetta"                                       |  | Juan Jose Meza-Leon, Sebastian Montes | Russ Carney & Ron Corcillo     |  |  | 27 april 2013     |                           |        |  |  |
| 22 |  | "Pulveriserarens återkomst" "The Pulverizer Returns!"                      |  | Alan Wan                              | Jeremy Shipp                   |  |  | 11 maj 2013       |                           |        |  |  |
| 23 |  | "Parasiten" "Parasitica"                                                   |  | Michael Chang                         | Pete Goldfinger                |  |  | 20 juli 2013      |                           |        |  |  |
| 24 |  | "Flykten" "Operation: Break Out"                                           |  | Michael Chang                         | Jase Ricci                     |  |  | 27 juli 2013      |                           |        |  |  |
| 25 |  | "Uppgörelsen, del 1" "Showdown Part 1"                                     |  | Juan Jose Meza-Leon, Sebastian Montes | JR Ventimilia                  |  |  | 8 augusti 2013    |                           |        |  |  |
| 26 |  | "Uppgörelsen, del 2" "Showdown Part 1"                                     |  | Alan Wan                              | JR Ventimilia                  |  |  | 8 augusti 2013    |                           |        |  |  |

### Säsong 2 (2013-2014)
| Nr    |  | Titel                                                                        |  | Regissör                      | Manus                          |  |  | Originalvisning   |  | TV-kod |  |  |
| ----- |  | ---------------------------------------------------------------------------- |  | ----------------------------- | ------------------------------ |  |  | ----------------- |  | ------ |  |  |
| 27    |  | "Mutationssituationen" "The Mutation Situation"                              |  | Sebastian Montes & Ciro Nieli | Brandon Auman                  |  |  | 12 oktober 2013   |  |        |  |  |
| 28    |  | "Ekorrmonstren invaderar" "Invasion of the Squirrelanoids"                   |  | Michael Chang                 | Todd Garfield                  |  |  | 19 oktober 2013   |  |        |  |  |
| 29    |  | "Följ ledaren" "Follow the Leader"                                           |  | Alan Wan                      | Eugene Son                     |  |  | 2 november 2013   |  |        |  |  |
| 30    |  | "Mutagenmannen är lös" "Mutagen Man Unleashed"                               |  | Sebastian Montes              | Kevin Burke, Chris "Doc" Wyatt |  |  | 9 november 2013   |  |        |  |  |
| 31    |  | "Mikey får skalakne" "Mikey Gets Shellacne"                                  |  | Alan Wan                      | Thomas Krajewski               |  |  | 16 november 2013  |  |        |  |  |
| 32    |  | "Måltavla: April O'Neil" "Target: April O'Neil"                              |  | Michael Chang                 | Nicole Dubuc                   |  |  | 23 november 2013  |  |        |  |  |
| 33    |  | "Slash dyker upp" "Slash and Destroy"                                        |  | Sebastian Montes              | Gavin Hignight                 |  |  | 30 november 2013  |  |        |  |  |
| 34    |  | "Den gode, den onde och Casey Jones" "The Good, the Bad, and Casey Jones"    |  | Michael Chang                 | Johnny Hartmann                |  |  | 2 februari 2014   |  |        |  |  |
| 35    |  | "Kraangs konspiration" "The Kraang Conspiracy"                               |  | Alan Wan                      | Brandon Auman                  |  |  | 9 februari 2014   |  |        |  |  |
| 36    |  | "Grottsvampen" "Fungus Humungous"                                            |  | Sebastian Montes              | Mark Henry                     |  |  | 16 februari 2014  |  |        |  |  |
| 37    |  | "Metalhead Rewired" "Metalhead 2.0"                                          |  | Alan Wan                      | Peter di Cicco                 |  |  | 23 februari 2014  |  |        |  |  |
| 38    |  | "Råttor och män" "Of Rats and Men"                                           |  | Sebastian Montes              | Todd Garfield                  |  |  | 2 mars 2014       |  |        |  |  |
| 39-40 |  | "Manhattanprojektet" "The Manhattan Project Wormquake!"                      |  | Michael Chang & Alan Wan      | Brandon Auman & John Shirley   |  |  | 14 mars 2014      |  |        |  |  |
| 41    |  | "Labyrinter & mutanter" "Mazes & Mutants"                                    |  | Michael Chang                 | Eugene Son                     |  |  | 27 april 2014     |  |        |  |  |
| 42    |  | "Baxter Stockmans ensamma mutation" "The Lonely Mutation of Baxter Stockman" |  | Sebastian Montes              | Brandon Auman                  |  |  | 4 maj 2014        |  |        |  |  |
| 43    |  | "Neutraliserad!" "Newtralized!"                                              |  | Alan Wan                      | Gavin Hignight                 |  |  | 11 maj 2014       |  |        |  |  |
| 44    |  | "Pizzafejan" "Pizza Face"                                                    |  | Sebastian Montes              | Chris "Doc" Wyatt              |  |  | 18 maj 2014       |  |        |  |  |
| 45    |  | "Tiger Claws vrede" "The Wrath of Tiger Claw"                                |  | Michael Chang                 | Christopher Yost               |  |  | 8 juni 2014       |  |        |  |  |
| 46    |  | "Legenden om Kuro" "The Legend of the Kuro Kabuto"                           |  | Alan Wan                      | Doug Langdale                  |  |  | 15 juni 2014      |  |        |  |  |
| 47    |  | "Plan 10"                                                                    |  | Michael Chang                 | Henry Gilroy                   |  |  | 22 juni 2014      |  |        |  |  |
| 48    |  | "Hämnden är min" "Vengeance is Mine"                                         |  | Sebastian Montes              | Peter di Cicco                 |  |  | 29 juni 2014      |  |        |  |  |
| 49    |  | "En spökhistoria från Chinatown" "A Chinatown Ghost Story"                   |  | Alan Wan                      | Randolph Heard                 |  |  | 12 september 2014 |  |        |  |  |
| 50    |  | "In i Dimension X!" "Into Dimension X!"                                      |  | Sebastian Montes              | Doug Langdale                  |  |  | 19 september 2014 |  |        |  |  |
| 51    |  | "Invasionen: del 1" "The Invasion, Part 1"                                   |  | Michael Chang                 | Brandon Auman                  |  |  | 26 september 2014 |  |        |  |  |
| 52    |  | "Invasionen: del 1" "The Invasion, Part 1"                                   |  | Alan Wan                      | John Shirley                   |  |  | 26 september 2014 |  |        |  |  |

### Säsong 3 (2014-2015)
| Nr |  | Titel                                                          |  | Regissör         | Manus                          |  |  | Originalvisning   |  | TV-kod |  |  |
| -- |  | -------------------------------------------------------------- |  | ---------------- | ------------------------------ |  |  | ----------------- |  | ------ |  |  |
| 53 |  | "Skogens hemligheter Ute i skogen" "Within the Woods"          |  | Sebastian Montes | Brandon Auman                  |  |  | 3 oktober 2014    |  |        |  |  |
| 54 |  | "En väldigt stor fot" "A Foot Too Big"                         |  | Michael Chang    | Doug Langdale                  |  |  | 10 oktober 2014   |  |        |  |  |
| 55 |  | "Dolda hemligheter" "Buried Secrets"                           |  | Alan Wan         | Mark Henry                     |  |  | 17 oktober 2014   |  |        |  |  |
| 56 |  | "Grodupproret" "The Croaking"                                  |  | Michael Chang    | Chris "Doc" Wyatt              |  |  | 7 november 2014   |  |        |  |  |
| 57 |  | "I drömmarnas grepp" "In Dreams"                               |  | Sebastian Montes | Doug Langdale                  |  |  | 14 november 2014  |  |        |  |  |
| 58 |  | "Fartdemonen!" "Race with the Demon!"                          |  | Alan Wan         | Gavin Hignight                 |  |  | 21 november 2014  |  |        |  |  |
| 59 |  | "Chimerans ögon" "Eyes of the Chimera"                         |  | Michael Chang    | Greg Weisman                   |  |  | 11 januari 2015   |  |        |  |  |
| 60 |  | "Andligt uppdrag" "Vision Quest"                               |  | Sebastian Montes | Todd Casey                     |  |  | 18 januari 2015   |  |        |  |  |
| 61 |  | "Tillbaka till New York" "Return to New York"                  |  | Alan Wan         | Brandon Auman                  |  |  | 25 januari 2015   |  |        |  |  |
| 62 |  | "Ormjakt" "Serpent Hunt"                                       |  | Michael Chang    | Randolph Heard                 |  |  | 1 februari 2015   |  |        |  |  |
| 63 |  | "Grisen och noshörningen" "The Pig and the Rhino"              |  | Alan Wan         | Brandon Auman                  |  |  | 8 mars 2015       |  |        |  |  |
| 64 |  | "Slaget om New York, del 1" "Battle for New York, Part 1"      |  | Michael Chang    | Brandon Auman                  |  |  | 15 mars 2015      |  |        |  |  |
| 65 |  | "Slaget om New York, del 2" "Battle for New York, Part 2"      |  | Sebastian Montes | Mark Henry                     |  |  | 15 mars 2015      |  |        |  |  |
| 66 |  | "Casey Jones mot undervärlden" "Casey Jones vs the Underworld" |  | Sebastian Montes | Andrew Robinson                |  |  | 22 mars 2015      |  |        |  |  |
| 67 |  | "Den giftiga hämnaren" "The Noxious Avenger"                   |  | Alan Wan         | Todd Casey                     |  |  | 26 april 2015     |  |        |  |  |
| 68 |  | "Mutadjurens sammandrabbning" "Clash of the Mutanimals"        |  | Michael Chang    | Henry Gilroy                   |  |  | 3 maj 2015        |  |        |  |  |
| 69 |  | "Mondo Gecko" "Meet Mondo Gecko"                               |  | Sebastian Montes | Kevin Burke, Chris "Doc" Wyatt |  |  | 10 maj 2015       |  |        |  |  |
| 70 |  | "Dödligt gift" "The Deadly Venom"                              |  | Alan Wan         | Eugene Son                     |  |  | 17 maj 2015       |  |        |  |  |
| 71 |  | "Turtles tidsresa" "Turtles in Time"                           |  | Michael Chang    | Randolph Heard                 |  |  | 2 augusti 2015    |  |        |  |  |
| 72 |  | "Legenden om Yokai" "Tale of the Yokai"                        |  | Sebastian Montes | Brandon Auman                  |  |  | 9 augusti 2015    |  |        |  |  |
| 73 |  | "Mega-Shredders attack" "Attack of the Mega Shredder!"         |  | Alan Wan         | Gavin Hignight                 |  |  | 16 augusti 2015   |  |        |  |  |
| 74 |  | "En smygande fara" "The Creeping Doom"                         |  | Michael Chang    | Peter di Cicco                 |  |  | 23 augusti 2015   |  |        |  |  |
| 75 |  | "En fyrfaldig fälla" "The Fourfold Trap"                       |  | Sebastian Montes | Mark Henry                     |  |  | 13 september 2015 |  |        |  |  |
| 76 |  | "Dinosaurie siktad i kloakerna" "Dinosaur Seen in Sewers!"     |  | Michael Chang    | Todd Casey                     |  |  | 20 september 2015 |  |        |  |  |
| 77 |  | "Förinta: Jorden! (del 1)" "Annihilation: Earth! (del 1)"      |  | Sebastian Montes | Brandon Auman                  |  |  | 27 september 2015 |  |        |  |  |
| 78 |  | "Förinta: Jorden! (del 2)" "Annihilation: Earth! (del 2)"      |  | Alan Wan         | Brandon Auman                  |  |  | 27 september 2015 |  |        |  |  |

### Säsong 4 (2015-2017)
| Nr  |  | Titel                                                            |  | Regissör                        | Manus                     |  |  | Originalvisning             | Övriga visningsdatum   | TV-kod |  |  |
| --- |  | ---------------------------------------------------------------- |  | ------------------------------- | ------------------------- |  |  | --------------------------- | ---------------------- | ------ |  |  |
| 79  |  | "Bortom Universum" "Beyond the Known Universe"                   |  | Alan Wan                        | Brandon Auman             |  |  | 25 oktober 2015             |                        |        |  |  |
| 80  |  | "Månarna vid Thalos 3" "The Moons of Thalos 3"                   |  | Michael Chang                   | John Shirley              |  |  | 1 november 2015             |                        |        |  |  |
| 81  |  | "Wyrms konstiga värld" "The Weird World of Wyrm"                 |  | Sebastian Montes                | Randolph Heard            |  |  | 8 november 2015             |                        |        |  |  |
| 82  |  | "Prisjägaren Armaggon" "The Outlaw Armaggon!"                    |  | Alan Wan                        | Gavin Hignight            |  |  | 15 november 2015            |                        |        |  |  |
| 83  |  | "De urgamla aeonernas gåta" "Riddle of the Ancient Aeons"        |  | Michael Chang                   | Brandon Auman             |  |  | 10 januari 2016             |                        |        |  |  |
| 84  |  | "Resan till Mikeys inre" "Journey to the Center of Mikey's Mind" |  | Michael Chang                   | Todd Casey                |  |  | 17 januari 2016             |                        |        |  |  |
| 85  |  | "Bladbadets arena" "The Arena of Carnage"                        |  | Alan Wan                        | Peter di Cicco            |  |  | 24 januari 2016             |                        |        |  |  |
| 86  |  | "Kriget om Dimension X" "The War for Dimension X"                |  | Michael Chang                   | Kevin Burke & Chris Wyatt |  |  | 31 januari 2016             |                        |        |  |  |
| 87  |  | "Det kosmiska havet" "The Cosmic Ocean"                          |  | Sebastian Montes, Mark Henry    | Kevin Burke & Chris Wyatt |  |  | 13 mars 2016                |                        |        |  |  |
| 88  |  | "Trans-dimensionella Turtles" "Trans-Dimensional Turtles"        |  | Alan Wan                        | Brandon Auman             |  |  | 27 mars 2016                |                        |        |  |  |
| 89  |  | "Triceratonernas hämnd" "Revenge of the Triceratons"             |  | Michael Chang, Ben Jones        | Randolph Heard            |  |  | 3 april 2016                |                        |        |  |  |
| 90  |  | "Dreggs ondska" "The Evil of Dregg"                              |  | Sebastian Montes                | Gavin Hignight            |  |  | 10 april 2016               |                        |        |  |  |
| 91  |  | "En evigt brinnande eld" "The Ever-Burning Fire"                 |  | Alan Wan                        | John Shirley              |  |  | 17 april 2016               |                        |        |  |  |
| 92  |  | "Sista striden om Jorden" "Earth's Last Stand"                   |  | Michael Chang, Ben Jones        | Brandon Auman             |  |  | 24 april 2016               |                        |        |  |  |
| 93  |  | "Stad i krig" "City at War"                                      |  | Sebastian Montes, Brandon Auman | Brandon Auman             |  |  | 14 augusti 2016             |                        |        |  |  |
| 94  |  | "En bruten klan" "Broken Foot"                                   |  | Alan Wan                        | Peter di Cicco            |  |  | 21 augusti 2016             |                        |        |  |  |
| 95  |  | "Kampen mot insekterna" "The Insecta Trifecta"                   |  | Michael Chang, Ben Jones        | Kevin Burke & Chris Wyatt |  |  | 28 augusti 2016             |                        |        |  |  |
| 96  |  | "Mutanter och gangsters" "Mutant Gangland"                       |  | Sebastian Montes                | Todd Casey                |  |  | 4 september 2016            |                        |        |  |  |
| 97  |  | "Superhjältar på villovägar" "Bat in the Belfry"                 |  | Alan Wan                        | Eugene Son                |  |  | 11 september 2016           |                        |        |  |  |
| 98  |  | "The Super Shredder"                                             |  | Rie Koga                        | Brandon Auman             |  |  | 6 november 2016             |                        |        |  |  |
| 99  |  | "Faror i mörkret" "Darkest Plight"                               |  | Sebastian Montes                | Randolph Heard            |  |  | 13 november 2016            |                        |        |  |  |
| 100 |  | "Kraften inom henne" "The Power Inside Her"                      |  | Alan Wan                        | Peter di Cicco            |  |  | 20 november 2016            |                        |        |  |  |
| 101 |  | "Tokka mot världen" "Tokka vs. the World"                        |  | Rie Koga                        | Gavin Hignight            |  |  | 17 december 2016 (Sydkorea) | 5 februari 2017 (USA)  |        |  |  |
| 102 |  | "Tiger Claws historia" "Tale of Tiger Claw"                      |  | Sebastian Montes                | Mark Henry                |  |  | 17 december 2016 (Sydkorea) | 12 februari 2017 (USA) |        |  |  |
| 103 |  | "Requiem"                                                        |  | Alan Wan                        | Brandon Auman             |  |  | 30 december 2016 (Sydkorea) | 19 februari 2017 (USA) |        |  |  |
| 104 |  | "Owari"                                                          |  | Rie Koga                        | Brandon Auman             |  |  | 30 december 2016 (Sydkorea) | 26 februari 2017 (USA) |        |  |  |

### TV-film
| Nr |  | Titel                                  |  | Regissör      | Manus         |  |  | Originalvisning  |  | TV-kod |  |  |
| --- |  | -------------------------------------- |  | ------------- | ------------- |  |  | ---------------- |  | ------ |  |  |
| |  | "Half-Shell Heroes: Blast to the Past" |  | Glen Murakami | Brandon Auman |  |  | 22 november 2015 |  |        |  |  |
| Sköldpaddorna förlyttas bakåt i tiden, till Kritaperioden, samtidigt som en grupp triceratoner anlänt till den urtida Jorden. |  |                                        |  |               |               |  |  |                  |  |        |  |  |

### Kortfilmer
| Nr                                                           |  | Titel                           |  | Regissör     | Manus                        |  |  | Originalvisning |  | TV-kod |  |  |
| ------------------------------------------------------------ |  | ------------------------------- |  | ------------ | ---------------------------- |  |  | --------------- |  | ------ |  |  |
|                                                              |  | "Don vs. Raph"                  |  | Sung Jin Ahn | Jhonen Vasquez               |  |  | 22 juli 2016    |  |        |  |  |
| Donatello och Raphael tävlar om vem som är den bästa kämpen. |  |                                 |  |              |                              |  |  |                 |  |        |  |  |
|                                                              |  | "Turtles Take Time (and Space)" |  | Rie Koga     | Brandon Auman                |  |  | 22 juli 2016    |  |        |  |  |
| Med en mystisk spria färdas sköldpaddorna genom tiden.       |  |                                 |  |              |                              |  |  |                 |  |        |  |  |
|                                                              |  | "Pizzafredag" "Pizza Friday"    |  | Paul Jenkins | Kevin Eastman & Paul Jenkins |  |  | 22 juli 2016    |  |        |  |  |
| Sköldpaddorna undersöker Aprils skola.                       |  |                                 |  |              |                              |  |  |                 |  |        |  |  |

### Fotnoter
1. ↑  ”Teenage Mutant Ninja Turtles (2012)” (på engelska). TV.com. 11 mars 2012. Arkiverad från originalet den 29 december 2015. https://web.archive.org/web/20151229042018/http://www.tv.com/shows/teenage-mutant-ninja-turtles-2012/. Läst 17 december 2015.
2. 1 2 3 4 5 6 7 8 9 10 11 12 13 14 15 16 17 18 19 20 21 22  ”Teenage Mutant Ninja Turtles Episode Guide” (på engelska). TV Scheudle. 11 mars 2015. Arkiverad från originalet den 4 januari 2016. https://web.archive.org/web/20160104130220/http://tvschedule.zap2it.com/tv/teenage-mutant-ninja-turtles/episode-guide/EP01589323. Läst 26 december 2015.